# Eichstätt
Eichstätt – miasto powiatowe w Niemczech, w kraju związkowym Bawaria, w rejencji Górna Bawaria, w regionie Ingolstadt, siedziba powiatu Eichstätt oraz wspólnoty administracyjnej Eichstätt, do której jednak nie należy. Leży na terenie parku przyrody Altmühltal, na Wyżynie Frankońskiej, około 22 km na północny zachód od Ingolstadt, nad rzeką Altmühl, przy drodze B13. Miasto nie zostało zburzone podczas II wojny światowej.
Jest siedzibą Katolickiego Uniwersytetu w Eichstätt i Ingolstadt (Katholische Universität Eichstätt-Ingolstadt), jedynego katolickiego uniwersytetu w Niemczech, oraz stolicą biskupstwa (biskup ma prawo do noszenia racjonału).
Najbliżej położone duże miasta: Monachium (ok. 100 km na południe), Norymberga (ok. 60 km na północ) i Stuttgart (ok. 150 km na zachód).

## Demografia
Dane o ludności z 31 grudnia 2008:
| Opis                                | Ogółem | Ogółem | Kobiety | Kobiety | Mężczyźni | Mężczyźni |
| ----------------------------------- | ------ | ------ | ------- | ------- | --------- | --------- |
| Jednostka                           | osób   | %      | osób    | %       | osób      | %         |
| Populacja                           | 14 103 | 100    | 7512    | 53,27   | 6591      | 46,73     |
| Wiek przedprodukcyjny (0–17 lat)    | 2267   | 16,07  | 1083    | 7,68    | 1184      | 8,4       |
| Wiek produkcyjny (18–65 lat)        | 9142   | 64,82  | 4874    | 34,56   | 4268      | 30,26     |
| Wiek poprodukcyjny (powyżej 65 lat) | 2694   | 19,1   | 1555    | 11,03   | 1139      | 8,08      |

## Polityka
Nadburmistrzem miasta jest Andreas Steppberger z FW (dane z lutego 2015), rada miasta składa się z 24 osób.

## Skamieniałości
W okolicach Eichstätt istnieją kamieniołomy wapienia górnojurajskiego (tyton), o światowej sławie dzięki obecności w nich znakomicie zachowanych okazów skamieniałości, zwłaszcza archeopteryksów, krewetek, szkarłupni. Stanowisko w Eichstätt jest jednym z najsłynniejszych w świecie tzw. Fossillagerstätte.
|      | CSU | SPD | FW | Zieloni | ödp | Razem |
| 2008 | 12  | 4   | 4  | 2       | 2   | 24    |
| 2002 | 14  | 5   | 2  | 1       | 2   | 24    |